# Nevada City
Nevada City és una població dels Estats Units a l'estat de Califòrnia. Segons el cens del 2000 tenia 3.001 habitants.

## Demografia
Segons el cens del 2000, Nevada City tenia 3.001 habitants, 1.313 habitatges, i 740 famílies. La densitat de població era de 549,1 habitants/km².
Dels 1.313 habitatges en un 25,4% hi vivien nens de menys de 18 anys, en un 38,1% hi vivien parelles casades, en un 13,3% dones solteres, i en un 43,6% no eren unitats familiars. En el 35% dels habitatges hi vivien persones soles el 10,4% de les quals corresponia a persones de 65 anys o més que vivien soles. El nombre mitjà de persones vivint en cada habitatge era de 2,14 i el nombre mitjà de persones que vivien en cada família era de 2,71.
Per edats la població es repartia de la següent manera: un 19,7% tenia menys de 18 anys, un 7,4% entre 18 i 24, un 25,9% entre 25 i 44, un 32,2% de 45 a 60 i un 14,9% 65 anys o més.
L'edat mediana era de 44 anys. Per cada 100 dones de 18 o més anys hi havia 95,4 homes.
La renda mediana per habitatge era de 36.667 $ i la renda mediana per família de 46.149 $. Els homes tenien una renda mediana de 32.070 $ mentre que les dones 29.183 $. La renda per capita de la població era de 22.399 $. Entorn de l'1,7% de les famílies i el 7,9% de la població estaven per davall del llindar de pobresa.

## Poblacions més properes
El següent diagrama mostra les poblacions més properes.

## Vila del llibre
Entre la ciutat de Nevada i la ciutat veïna de Grass Valley, amb una població combinada d'unes 16.000 persones, hi ha 23 llibreters. Disset d'ells tenen botigues i els altres sis venen des dels seus garatges o des d'Internet, entre ells John Hardy, antic advocat de San Francisco, Califòrnia.
Nevada City és, de fet, oficialment una vila del llibre. El terme prové d'una idea europea de revifar pobles concentrant llibreters allà mateix. Aquesta idea va ser somiada per un anglès anomenat Richard Booth el 1961 a Hay-on-Wye, a Gal·les, quan va heretar un castell i el va convertir en una botiga de llibres usats. Després va comprar la resta d'edificis a la ciutat i els va convertir en llibreries. Avui, el llogarret té més de 30 llibreries, que atrauen mig milió de visitants cada any.